# Emma Green
Emma Anna-Maria Green (født 8. december 1984 i Bergsjön, Sverige) er en svensk atlet, som dyster i højdespring. Hun har vundet én bronze medalje til VM i atletik.

## Biografi
Emma Green blev student fra gymnasiet i 2003. Hendes mål dengang var at deltage til EM 2006 i atletik.
Hun vandt bronze til VM i Atletik i 2005, hvor hun fik resultatet 1.96 m — en ny personlig rekord. Hendes træner er Yannick Tregaro, som også er hendes kæreste. Han træner også trespringeren Christian Olsson og tidligere også højdespringeren Kajsa Bergqvist.
Den 20. august 2005, forbedrede hun sin personlige rekord til 1.97 m, da hun vandt the svenske mesterskab i Helsingborg.
Selvom hun er en verdensklasse højdespringer er hun også tidligere svensk mester i både 100 meter og 200 meter, og med i den top-nationale elite i både trespring og længdespring. Hun er også med på landsholdet i 4 x 100 meter sammen med hækkeløberne Jenny og Susanna Kallur, syvkæmperen Carolina Klüft sprinteren Emma Reinas.

## Internationale medaljer

### Højdespring
- Verdensmesterskaber i Atletik
  - 2005 – 1.96 m – Bronze
- U23 Europamesterskaber i Atletik
  - 2005 – 1.92 m – Silver
- Junior Europamesterskaber i Atletik
  - 2003 – 1.86 m – Bronze

## Personlige rekorder
- Højdespring
  - Indendørs – 1.92 m
  - Udendørs – 1.97 m
- Længdespring
  - Udendørs – 6.41 m
- Trespring
  - Udendørs 13.16 m
- 100 meter
  - Udendørs 11.58 sek
- 200 meter
  - Udendørs 23.02 sek
- 4 x 100 meter
  - Udendørs 44.53 sek